# Las Cruces (Yucatán)
Las Cruces es una localidad del municipio de San Felipe en el estado de Yucatán, México.

## Hechos históricos
- En 1995 cambia su nombre de San Diego a Las Cruces.

## Demografía
Según el censo de 2005 realizado por el INEGI, la población de la localidad era de 2 habitantes.
| 3                           | 4 | 0 | 0 | 0 | ? | ? | ? | 1 | ? | 9 | ? | 2 |
| (Fuente: INEGI [Consultar]) |   |   |   |   |   |   |   |   |   |   |   |   |